# 山口県立大嶺高等学校
山口県立大嶺高等学校（やまぐちけんりつおおみねこうとうがっこう）とは、山口県美祢市大嶺町東分（ひがしぶん）にあった公立の高等学校。通称大嶺（おおみね）。
2007年（平成19年）4月から、山口県立高校の再編統合計画の一環として、山口県立美祢工業高等学校と統合の上、山口県立青嶺高等学校（-せいりょう-）に改組された。その後、山口県立青嶺高等学校は、山口県立美祢高等学校との統合により2015年に閉校した。

## 校風
- 「誠実」

## 沿革
- 1952年（昭和27年）4月1日 - 山口県立大嶺高等学校を大嶺町東分に開校（全日制課程普通科）
- 1954年（昭和29年）4月 - 全日制課程家庭科併設
- 1963年（昭和38年）4月 - 全日制課程家庭科生徒募集停止
- 2002年（平成14年）4月 - 美祢市中高連携教育開始
- 2007年（平成19年）4月 - 新規生徒募集を停止。在校生の卒業を待って山口県立青嶺高等学校に完全移管予定。移管後は県内初の「普通科」と「専門科」（工業科）の並立した学校となる。普通科では特進コースなどの新しいコースを設置。
- 2009年（平成21年）3月 - 閉校

## 教育組織
次の教育組織がある。
- 全日制
  - 普通科

1. 第1・2学年時は基礎・基本となる教科の単位数を重点的に配置し第3学年時には多くの選択科目を設置することによって、一人ひとりの進路希望にできる限り対応できるよう配慮した教育課程
2. 「地理歴史科」・「公民科」二教科受験や理科「II」二科目受験に対応できるよう、第3学年の選択科目群を4群から5群に。

## 学校行事
- 6月第3金曜・土曜 - 学校祭
- 10月 - 修学旅行（北海道、関東方面、沖縄など）

## 進路
- ほとんどが進学。一部が公務員や一般就職。

## 部活動
- ラクビー部 - 第34回（1955年）及び第37回全国高等学校ラグビーフットボール大会（1958年）全国大会に出場。

## 出身者
- 村田弘司（元美祢市長）[1]